# Bharhut
Bharhut o Barhut (hindi: भरहुत Bharhut), fou un antic regne centrat a Bharut, al districte de Satna a Madhya Pradesh, lloc famós per tenir una stupa budista, que hauria estat creada per Asoka, rei de la dinastia Maurya, en el segle iii aC i va continuar durant la dinastia Sunga (segles ii i i aC); una inscripció esmenta la seva erecció (probablement arranjament) durant la supremacia Sunga, per un personatge anomenat Vatsiputra Dhanabhuti. Fou un dels darrers llocs on van dominar els Maurya, dels que Bharhut devia ser un regne vassall com ho fou després dels Sunga. Avui dia no queden restes de la stupa, ja que fou desmuntada i portada al museu de Calcuta.